# بكورية مجنحة الثمار
البكورية مجنحة الثمار أو الأذريون مجنح الثمار أو عشبة الغراب أو الحنوة نوع نباتي يتبع جنس البكورية من الفصيلة النجمية. تزهر عادة ما بين يناير ومارس، زهورها صفراء اللون ذات رائحة عطرية نفاذة. وقد ذكرها معجم لسان العرب على أنها نبات سهلي طيب الريحة. 

## في الشعر العربي
ذُكرت في قصائد العرب قديمًا كقول ذو الرمة:
كما يقول الشاعر جميل بثينة:
وقال النمر بن تولب يصف إحدى روضات شبة الجزيرة العربية:

## الموئل والانتشار
ينتشر النبات في حوض البحر الأبيض المتوسط من بلاد الشام ومصر والمغرب العربي إلى إسبانيا.

## مرادفات للاسم العلمي
- (باللاتينية: Calendula aegyptiaca subsp. tripterocarpa (Rupr.) Lanza)
- (باللاتينية: Calendula platycarpa Batt., nom. illeg.)
- (باللاتينية: Calendula thapsiicarpa Pomel)